# Supreme Power
Supreme Power est une série de bande dessinée américaine en huit albums publié à partir de 2004. Le scénario est signé par Joseph Michael Straczynski tandis que le dessin est de Gary Frank.

## Synopsis
Après avoir quitté son monde natal en perdition, Hyperion, encore bébé, arrive par vaisseau spatial sur Terre, où il est recueilli et élevé dans le plus grand secret par le Gouvernement américain. Baptisé Mark Milton, il est endoctriné dans un environnement isolé et étroitement contrôlé aussi bien émotionnellement que socialement. À l'âge adulte, il devient un agent secret opérant sur des missions délicates jusqu'à ce qu'un journaliste ne rende son histoire publique avec l'aval des services secrets, qui pensent pouvoir utiliser cet avantage sur leurs ennemis. Hyperion s'allie alors brièvement avec Nighthawk et Blur pour trouver et vaincre le tueur en série surpuissant Michael Redstone. 
En parallèle Hyperion découvre qu'on lui a systématiquement menti durant toute sa vie et déçu par le gouvernement, finit par se rebeller ouvertement. Après des tentatives infructueuses pour l'éliminer, l'armée américaine tente de le faire chanter en révélant son statut d'extraterrestre au public mais il décide à la place de leur envoyer un message d'avertissement pour le laisser seul.
Il frappe le Cercle arctique depuis l'espace, créant un événement sismique sans précédent dans la région.

## Publication
1. Contact
2. Jeux de pouvoir
3. Docteur Spectrum
4. Haut commandement
5. NightHawk
6. Hyperion
7. Premiers pas
8. Hyperion vs Nighthawk

## Hommage à Superman
Tout au long des albums de nombreuses similitudes avec Superman sont observables que ce soit l'arrivée en vaisseau spatial, la tentative de déguisement en journaliste, la nouvelle forme du Pôle Nord faisant penser à la Forteresse de la Solitude, ....

## Réception
Il est bien accueilli tant pour le côté mature du récitque pour la complexité de l'histoire de chaque personnage.